# Castiglione Olona
Castiglione Olona (lombardul: Castion) település Olaszországban, Varese megyében. Lakosainak száma 7512 fő (2023. január 1.). Castiglione Olona Caronno Varesino, Lozza, Morazzone, Vedano Olona, Venegono Inferiore, Venegono Superiore és Gornate-Olona községekkel határos.

## Népesség
A település népességének változása:
| Lakosok száma | 7719 | 7669 | 7512 |
|               | 2017 | 2018 | 2023 |